# GLU (バンド)

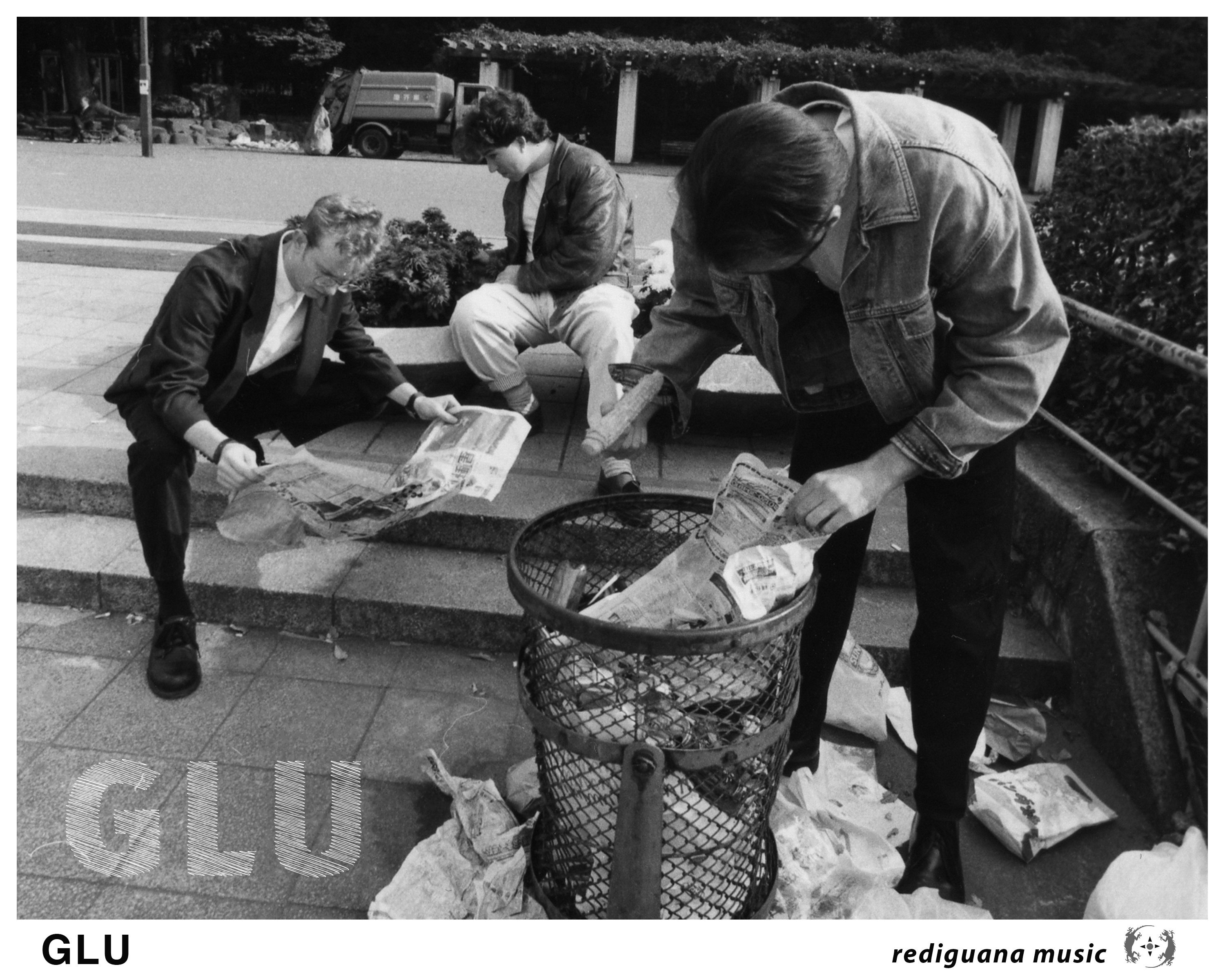
バンド「GLU」のパブリシティ・ショット

GLUは、3人組のバンド。

## 概要
1987年、サンフランシスコ・ベイエリア・バンド「グラス・カフェ」のキーボーディスト、ドラマーである、ガース・メイとテリー・モローの二人と、バンド「ライフ・アンダーウォーター」のボーカリストであるジョー・リビーは「グラス・カフェ」のサニーベールガレージ・スタジオで集結した。この即興セッション（テープに記録済）を、彼らは実際に録音。ライブを実行するため楽曲を6曲ほど作った。
3人は「Glass Underwater」という名前を付けたが、後にGLUに短縮した。いくつかのライブにギターでケビン・ブラウンが参加。
1990年夏、リビーは日本人女性と結婚した。リビーは、翌1991年の夏、どちらのバンドも続けられる見込みがなければ、日本に引っ越すと2組に伝えた。しかし、リビーは日本の結婚式の準備のために来日する必要があった。彼女が数週間留守にするため、メイ、モローたちは3つのバンドのプロモーションのために彼女と一緒に東京に行くことにした。渋谷で路上ライブを1週間行い、東京のレコード会社A&Rのオフィスで多くの人と会った後、彼らはテレビ番組「イカ天」のプロデューサーに迎えられた。イカ天」とは、毎週10組のバンドが 「イカ天キング 」の座をかけて戦うアマチュア・バンド・バトル。GLUは「I'm the Guy」https://youtu.be/8u5SRv_RuXE?si=GJpQpA6JlVEKUQkf という曲で初めて王者に輝き、その後4週連続で勝ち続け、「エディション・デラックス」というバンドが王者に輝いた。彼らは勝ち続けた。翌朝、リビーはテイチクA&Rから電話を受け、GLUのデビュー・アルバムのレコーディングに興味を示したが、テイチクのレコーディングと制作のスケジュールは10日間しかなく、バンドは最初のオファーを断った。その後、話し合いは決裂し、GLUは1992年2月18日、原宿のライブハウス・ルウィードで最後のライブを行った。